# Mohammed Bin Rashid City

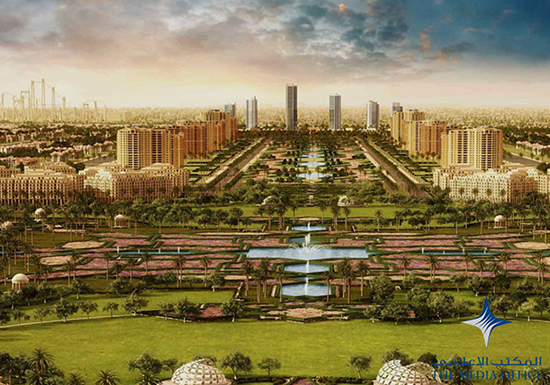
Früher Plan des Ortes

Die Mohammed Bin Rashid City, auch MBR-City, soll eine neue „Stadt in der Stadt“ in Dubai werden. Sie trägt den Namen des Emirs von Dubai Muhammad bin Raschid Al Maktum, der auch der Bauherr ist.
MBR City ist ein Projekt, das von Emaar Properties und der Dubai-Holding realisiert wird.
Es wird unter anderem folgende Abschnitte enthalten:
- Dubai Hills: Ein neues Ultra-Luxus-Wohnviertel das sich an einem 18-Loch-Golf-Platz befindet[1]
- Mall of the World: Die Mall of the World soll das größte Einkaufszentrum der Welt werden[2]
- Ein Vergnügungspark: Der Vergnügungspark wird zusammen mit den Universal Studios erbaut[3]
- MBR Garden: Ein Stadtpark, der 30 % größer sein soll als der Hyde Park in London
- 100 Hotels und weitere Einrichtungen für Touristen
- Galerien und weitere künstlerische Einrichtungen uns Ausstellungsflächen
- Wohnraum für ca. 80.000 bis 100.000 Menschen

MBR City soll ca. 80 Milliarden Dollar kosten und die bereits existierenden Gebiete Downtown Dubai und Business Bay beinhalten.